# Gastronomía de la provincia de Almería

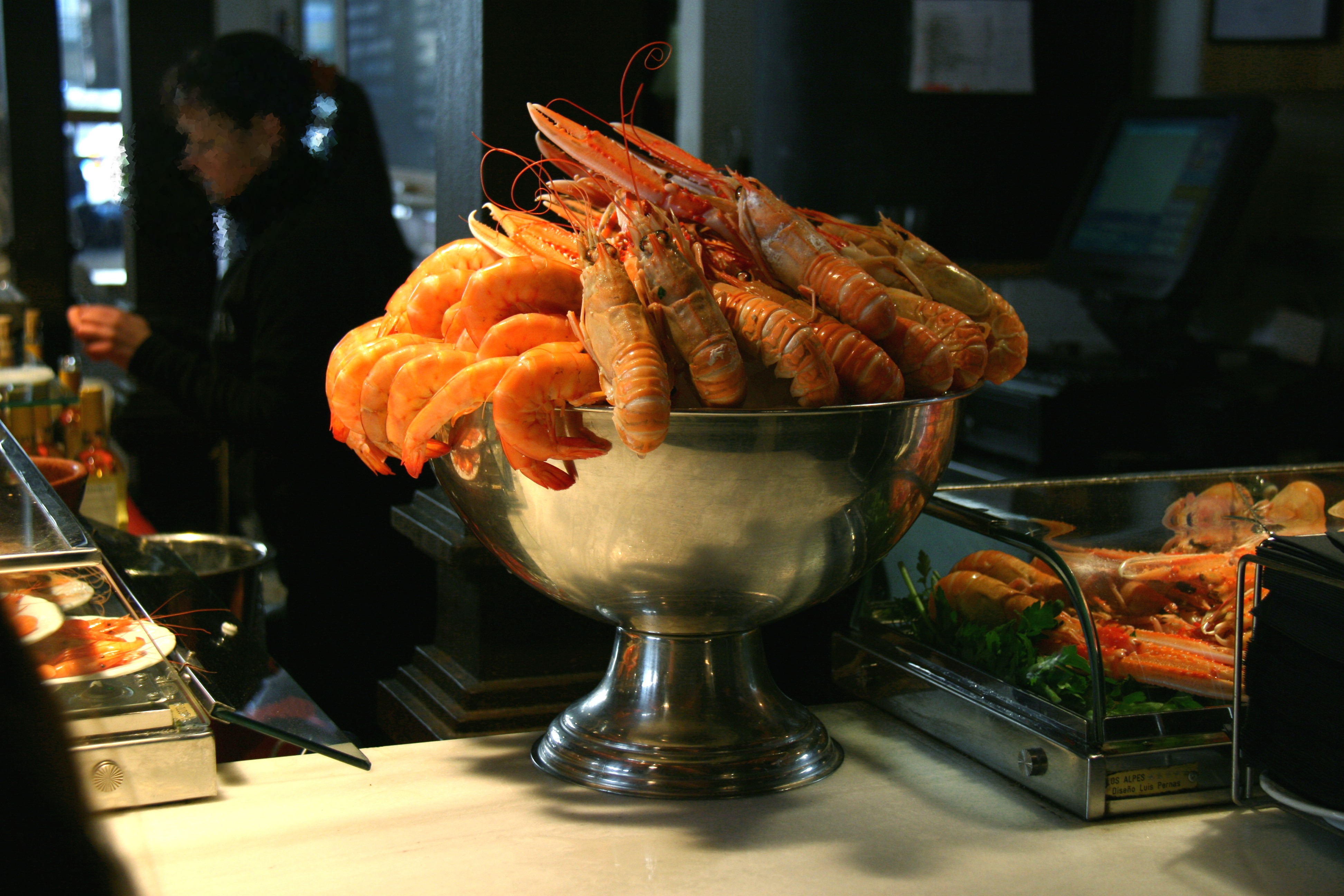
El marisco es un elemento importante en la cocina almeriense.

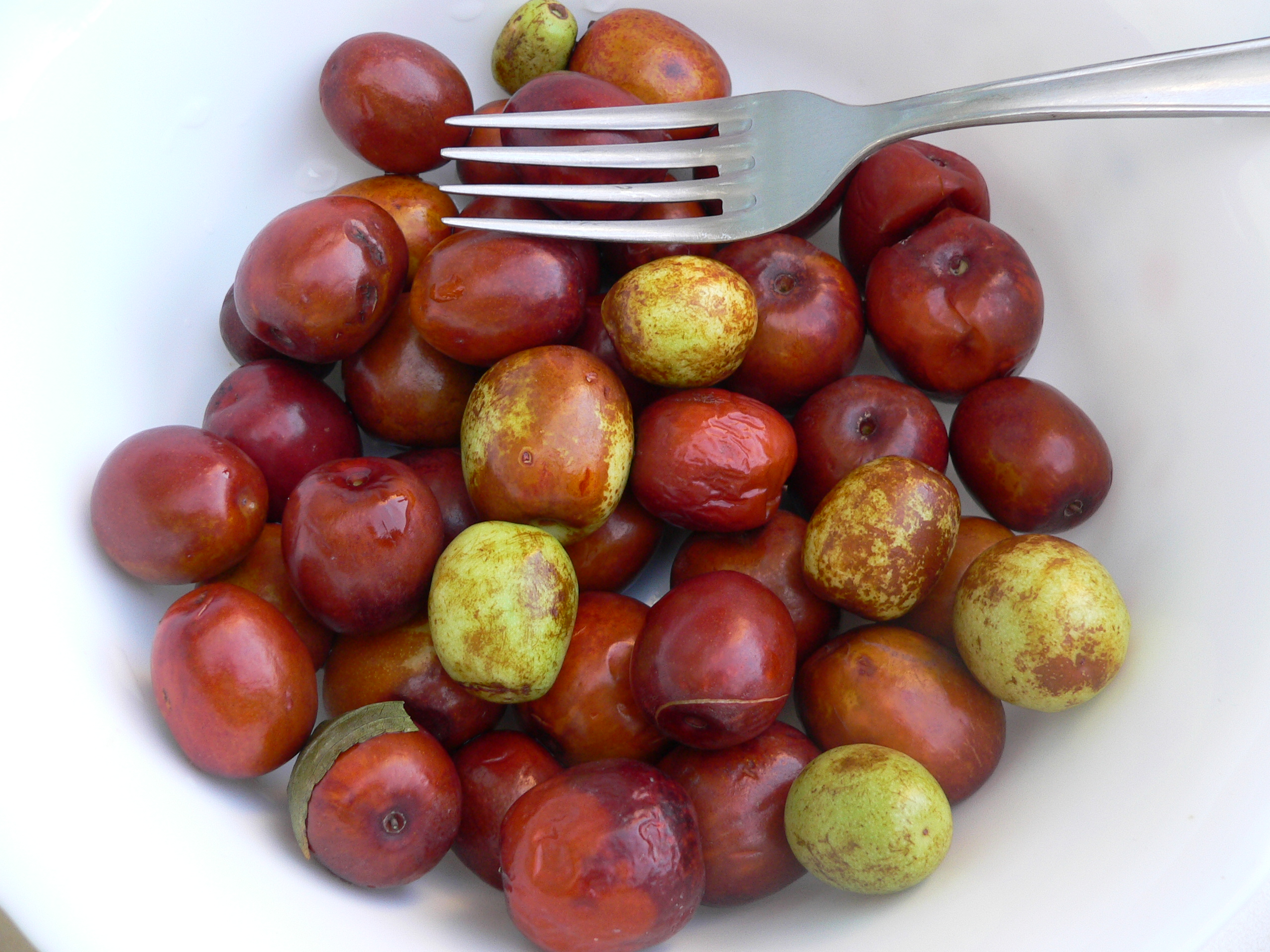
Azufaifas.

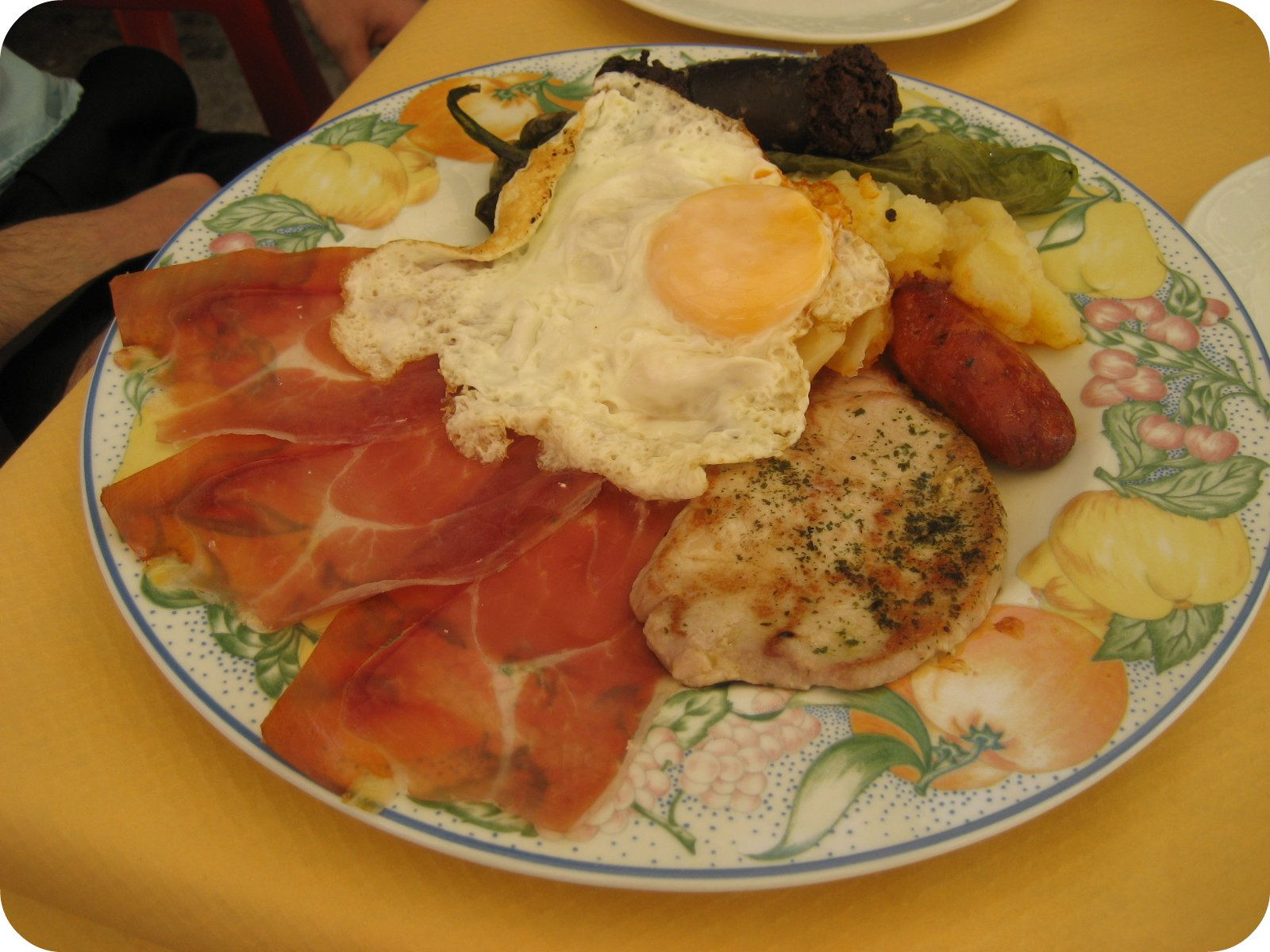
Plato alpujarreño.

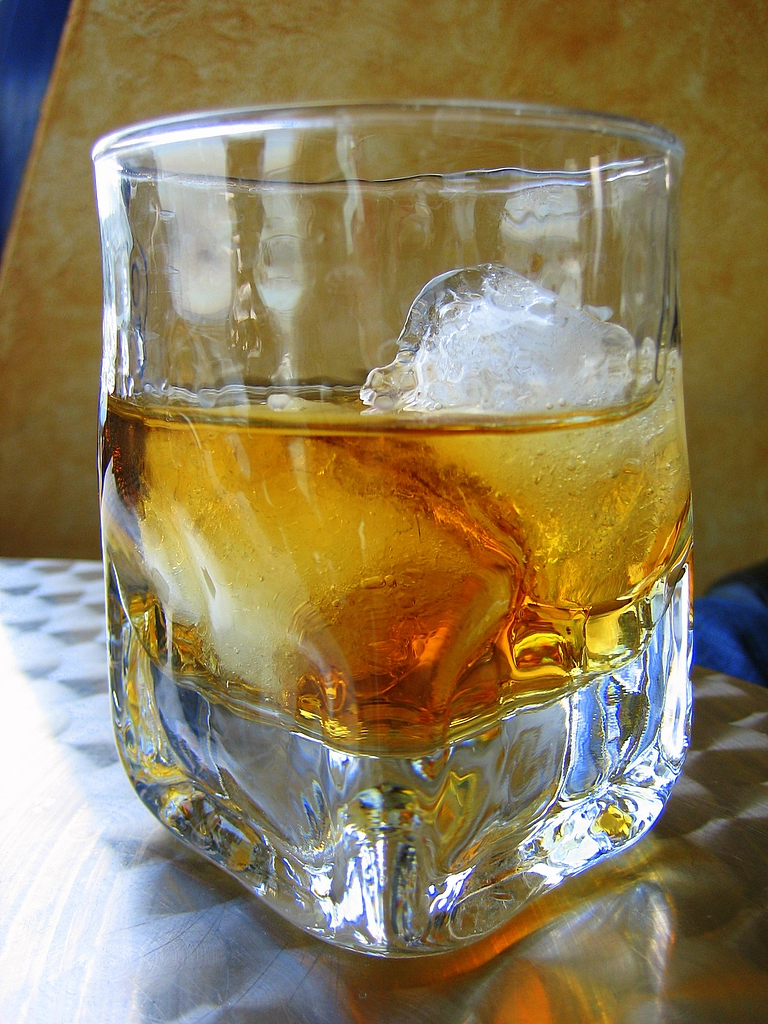
Mistela.

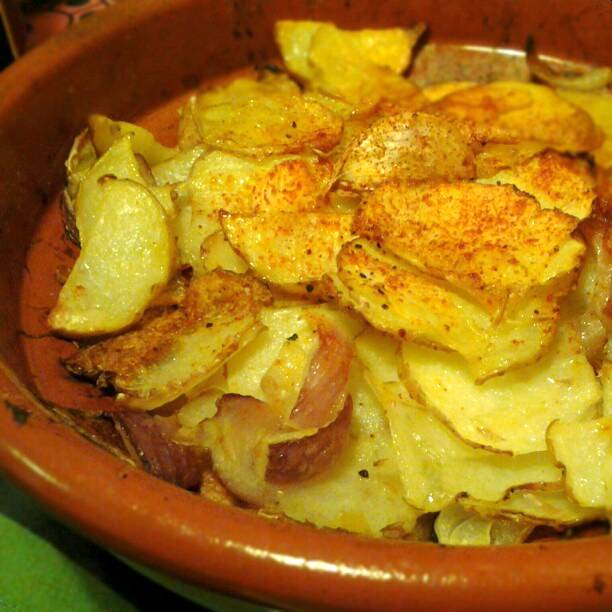
Patatas a lo pobre.

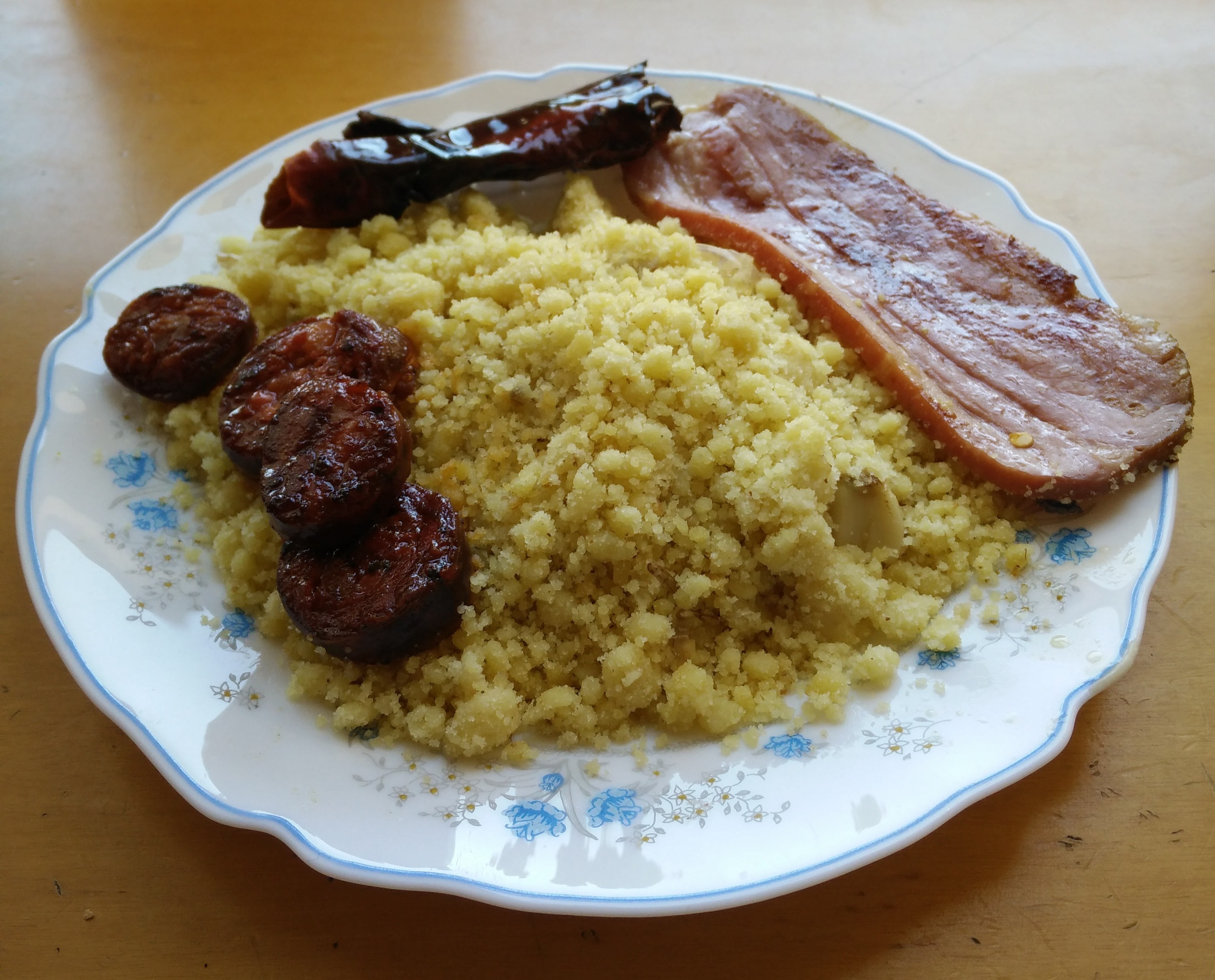
migas de sémola

La gastronomía de la provincia de Almería es el conjunto de preparaciones y costumbres culinarias de la provincia de Almería (España). La cocina almeriense se ve influenciada gastronómicamente por la Alpujarra granadina y por la cocina murciana. A pesar de tener un clima cálido, la cocina almeriense es eminentemente una cocina «de invierno», y los platos más característicos de esta área son platos calientes y pesados como los gurullos o el trigo.
En octubre de 2018 Almería fue proclamada Capital Española de la Gastronomía en 2019.

## Ingredientes
La posición que tiene la provincia almeriense, en frente al mar mediterráneo, le hace poseer numerosos platos de pescado. La vecina región de Murcia le influencia en el empleo de pimiento.

### Verduras y frutas
La huerta almeriense permite que existan abundantes preparaciones de pucheros. Las cazuelas de habas verdes, los ajos coloraos de las Cuevas de Almanzora. De la misma forma se puede incluir el caldo de pimentón o caldo colorao, la sopa moruna. Las patatas tienen diversas preparaciones como son las patatas bravas, en ajopollo o con alioli; por otro lado, la provincia comparte con Granada (a través de la Alpujarra y Sierra Nevada) la elaboración de patatas a lo pobre, que en las Alpujarras combinan con morcilla, chorizo y  otros embutidos para crear el plato alpujarreño; las tabirnas colorás (guiso de patatas con pimientos rojos, cebolla y ajos), el ajoblanco, el tabernero (una especie de pisto picante), las gachas tortas, las migas de sémola, con la cual la provincia comparte con Murcia la tradición de degustar este plato los días de lluvia; el guiso de trigo. Otras verduras típicas son: las acelgas esparragadas o esparragás. La vecina Murcia hace que el arroz a banda sea un plato popular. También destaca en Fiñana la zaramandoña, una especie de pisto que se toma en las fiestas de San Sebastián, y en Vélez-Rubio el arroz con pavo, que se suele comer en Navidad.
Entre las frutas son muy famosas las uvas almerienses, empleadas como uva de mesa. Las pasas (uvas secas).

### Carnes y Pescados
Es popular el choto al ajillo en muchas regiones. Las preparaciones de ave pasan por las perdices con gurullos. Entre los platos de huevo se tiene el denominado caldo de huevos (se trata de un guisado con sofrito de tomate, cebolla, ajos, pimientos, patatas y huevos), la tortilla de présules (guisantes). También es tradicional comer los meses de invierno los gurullos con conejo.
El mar es uno de los principales recursos de la cocina almeriense. Existen pescados típicos como el rape, la caballa, el salmonete, el pulpo, el calamar. Dentro de los mariscos se tiene la jibia, el gambón rojo de Almería o los famosos galanes. Al igual que en el resto de la costa mediterránea, la cocina almeriense destaca por la preparación del pescado a la plancha o la jibia en salsa. Otra preparación habitual de la cocina almeriense de pesado son los guisos marineros.
Otra exquisitez, muy típica en Almería, en la zona de la Sierra de los Filabres y Valle del Almanzora, es el Perrico , un embutido con un sabor muy especial.

## Postres
Destacan los papaviejos, los deditos de Jesús, la leche frita, la milhoja alpujarreña, las tortas de chicharrones, los bizcochos de dátiles, los soplillos, los tubos de nata, los hojaldres y los bizcochos de cabello de ángel. Algunas especialidades locales como la tarta borracha de los Padres Mínimos de Vera (Vera). 
Además, en muchas localidades del Levante Almeriense, como Vera, Antas, Garrucha, Turre, Mojácar, Pulpí y Cuevas del Almanzora es muy típico consumir un hornazo el Día de la Vieja, justo en mitad de la Cuaresma, muy similar al que se consume en las otras provincias de Andalucía Oriental. Consiste en una especie de pan dulce alargado, con una trenza encima que encierra un huevo duro.